# Kovács Éva (művészettörténész)
Kovács Éva, Mojzer Miklósné (Jászárokszállás, 1932. április 5. – 1998. december 14.) magyar muzeológus, művészettörténész.

## Életpályája
1951-1956 között  az ELTE BTK művészettörténet szakos hallgatója, szakdolgozata: Casula Sancti Stephani Regis. 1956-1970-ben Szépművészeti Múzeum Modern Külföldi Osztályán dolgozott, 1978-1995-ben a Magyar Tudományos Akadémia Művészettörténeti Kutatóintézetének munkatársa.
1993-ban a Magyar Tudományos Akadémia doktora.
A Koronabizottság alapító tagja, és a Középkori magyar uralkodók emlékei OTKA program vezetője volt.

## Kutatási területe
Fő szakterülete a középkori ötvösség és jelvénytörténet. 1977-ben Szvetnik Joachim ötvösrestaurátorral együtt Kovács Évát bízták meg a magyar koronázási jelvényegyüttes azonosításával és szakmai átvételével Fort Knoxban. 
Kutatásainak másik fő iránya az esztergomi Főszékesegyházi Kincstárban őrzött un. Mátyás Kálvária készülési helyének idejének és mesterének meghatározása. Munkájának eredményeképpen ez az egyetlen középkori ötvöstárgy Európában, melynek mestere ismert.

## Díjak, kitüntetések
- Pasteiner Gyula-emlékérem (1974)
- Ipolyi Arnold-emlékérem (1989)

## Könyvei
- Kopfreliquiare des Mittelalters, Corvina/Insel, Lipcse Budapest, 1964.
- Limogesi zománcok Magyarországon, Corvina, 1968
- Árpád-kori ötvösség, Corvina, 1974.
- A magyar koronázási jelvények, Corvina, 1980. (Lovag Zsuzsával)
- A Mátyás kálvária az Esztergomi Főszékesegyház kincstárában, Helikon/Corvina, 1983.
- Species Modus Ordo, (Válogatott tanulmányok) Szent István Társulat, 1998.
- L'âge d'or de l'orfèvrerie parisienne au temps des princes de Valois,  Dijon,  Editions Faton, 2004